# Stykkið
Stykkið (IPA: [ˈstɪʰʧɪ], danska: Stykket) är en ort på Färöarna, belägen i Kvívíks kommun på ön Streymoy. Geografiskt ligger Stykkið mellan Kvívík och Leynar och grundlades som en niðursetubygd 1845.. Vid folkräkningen 2015 hade Stykkið 39 invånare.

## Befolkningsutveckling
| Befolkningsutvecklingen i Stykkið 1985–2015 | Befolkningsutvecklingen i Stykkið 1985–2015 | Befolkningsutvecklingen i Stykkið 1985–2015 | Befolkningsutvecklingen i Stykkið 1985–2015 | Befolkningsutvecklingen i Stykkið 1985–2015 |
| ------------------------------------------- | ------------------------------------------- | ------------------------------------------- | ------------------------------------------- | ------------------------------------------- |
|                                             |                                             |                                             |                                             |                                             |
| År                                          |                                             |                                             | Folkmängd                                   |                                             |
| 1985                                        | 1985                                        |                                             | 50                                          |                                             |
| 1990                                        | 1990                                        |                                             | 52                                          |                                             |
| 1995                                        | 1995                                        |                                             | 47                                          |                                             |
| 2000                                        | 2000                                        |                                             | 44                                          |                                             |
| 2005                                        | 2005                                        |                                             | 42                                          |                                             |
| 2010                                        | 2010                                        |                                             | 36                                          |                                             |
| 2015                                        | 2015                                        |                                             | 39                                          |                                             |
|                                             |                                             |                                             |                                             |                                             |